# Salvatore Tonci
Salvatore Tonci (en russe : Никола́й Ива́нович То́нчи ; 1756-1844) est un peintre, graphiste, musicien, poète et chanteur d’origine italienne. 

## Biographie
Il est né en janvier 1756 à Rome. Dans sa jeunesse, il a servi la Garde Royale napolitaine.
Ses cours de poésie lui donnent l'amour de la patrie. Il étudie à la même époque le chant et la peinture. 
Il devient membre de l'Académie Romaine de Forti (1792) et de celle de Bologne (1793). 
Il part d'Italie et se présente en tant que chanteur à la cour du roi de Pologne Stanislas II puis, grâce au soutien du roi, il s'installe à Saint-Pétersbourg en 1795. À partir de 1800 il s'installe à Moscou et en 1805 épouse la fille du prince Ivan Sergueïevitch Gagarine. Grâce à mariage il entre dans la haute société russe. 
La ruine de Moscou en 1812, et la mort horrible sous ses yeux de Verechtchaguine, le marque et lui fait temporairement perdre la raison et, en sortant de Vladimir, il tente de se trancher la gorge avec un rasoir. Il se rétablit cependant et peint en mémoire de cet évènement un grand tableau : le baptême de Vladimir.  
En 1815 il entre au service du Kremlin et pendant 25 ans devient conseiller pour les cours de dessins de l'école d'architecture de Moscou. En 1831 il prépare la publication de ses œuvres restées à l'état de manuscrit. Il prend sa retraite en 1842 et meurt en décembre 1844. 

## Famille
En 1805 il épouse Natalia Ivanova Gagarina (1778-1732), malgré l'opposition de la famille Gagarine. Amoureuse, la princesse affirme au sujet du mariage que « rien au monde ne pourrait faire changer [ses] intentions ». Elle part de Moscou avec lui et l'épouse. 
De leur mariage sont nées deux filles :
- Maria Nikolaïevna (1812-1898) : Après la mort de ses parents elle entre dans un couvent à Moscou, puis en 1848 dans le monastère de Pereslavl-Zalesski, ou elle reste jusqu'à sa mort. Elle ne prit pas le monachisme et demeura novice tout en vivant de manière monacale.
- Sofia Nikolaïevna (1816-1825).

## Œuvres
Salvatore Tonci peint une série de portrait (Derjavine, Paul 1er, Fiodor Rostoptchine...), des peintures religieuses ou historiques, et des lithographies.

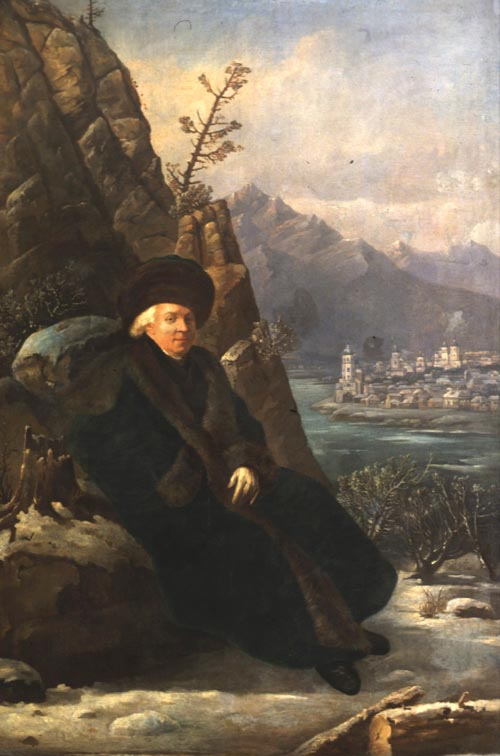
Gavrila Derjavine.
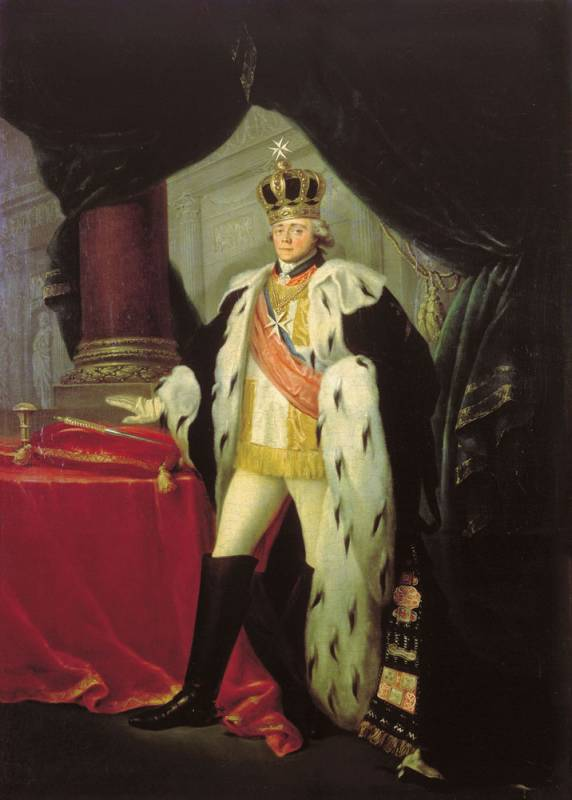
Paul 1er.
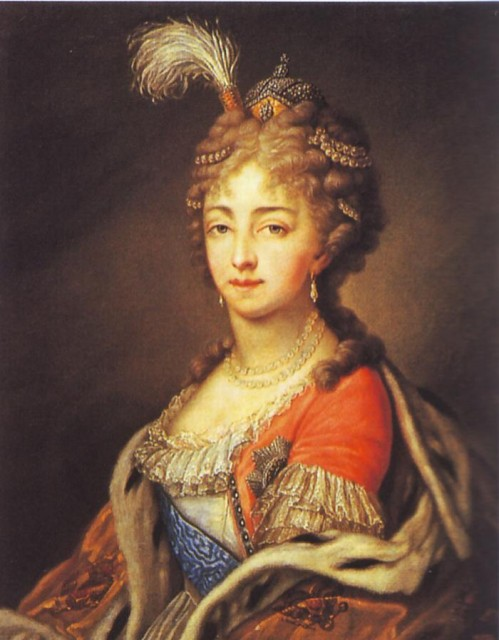
Elisabeth Alexeïevna.
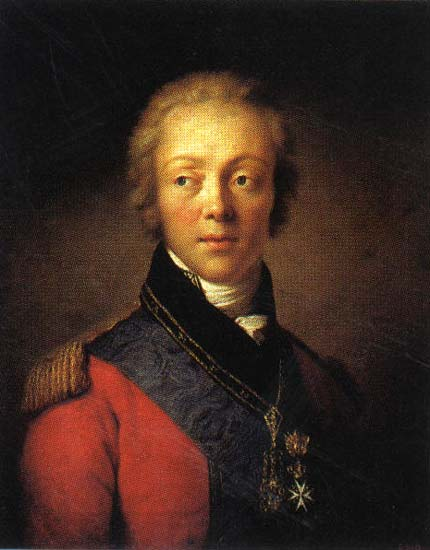
Fiodor Rostoptchine.